# Vanoverberghia
Vanoverberghia es un género de plantas fanerógamas perteneciente a la familia Zingiberaceae. Comprende 3 especies descritas y de estas, solo 2 aceptadas.

## Taxonomía
El género fue descrito por Elmer Drew Merrill y publicado en The Philippine Journal of Science. Section C, Botany 7: 76. 1912. La especie tipo es: Vanoverberghia sepulchrei

## Especies aceptadas
A continuación se brinda un listado de las especies del género Vanoverberghia aceptadas hasta mayo de 2015, ordenadas alfabéticamente. Para cada una se indica el nombre binomial seguido del autor, abreviado según las convenciones y usos.	
- Vanoverberghia sasakiana
- Vanoverberghia sepulchrei